# Jürgen Reuland
Jürgen Reuland (* 26. November 1945 in Bilk) ist ein ehemaliger deutscher Tischtennisspieler. Er wurde deutscher Meister im Doppel, Senioreneuropameister im Doppel und Seniorenweltmeister im Einzel.

## Werdegang
Reuland erreichte bei den deutschen Jugendmeisterschaften 1963 im Doppel mit H. Grobe das Endspiel. Im gleichen Jahr wechselte er vom Verein TTC Rot-Weiß Düsseldorf zu Borussia Düsseldorf. Mit dessen Herrenteam spielte er in der Bundesliga und  wurde 1968/69 und 1969/70 deutscher Mannschaftsmeister. 1966 gewann er zusammen mit Wilfried Lieck die Nationale Deutsche Meisterschaft im Doppel.
2006 wurde er in Bremen Seniorenweltmeister in der Altersklasse Ü60. Dabei schaltete er Shigeo Itō, den Weltmeister von 1969, Herbert Neubauer, Niels Ramberg und im Endspiel Dragutin Šurbek aus. Mit Wilfried Lieck holte er im Doppel Bronze. 2007 wurde das Doppel Reuland/Lieck in Rotterdam Senioreneuropameister.
Nachdem er Borussia Düsseldorf 1970 verlassen hatte, spielte er bei mehreren Vereinen, oft auch in Spielklassen unterhalb der Bundesliga:
- 1974–1975: VfB Altena (Bundesliga)[5]
- ????–1981: NF Rheydt[6]
- 1981–????: SV Walbeck (Verbandsliga)
- ????–2001: NF Rheydt[7]
- 2001–2008: JTTC BW Hochneukirch (Verbandsliga, Landesliga)[8]
- 2008–2009: NF Rheydt[9]
- 2009–????: DJK Siegfried Osterath
- 2019: TuS Rheydt-Wetschewell
- 2023: SG Gierath

## Privat
Reuland ist verheiratet.